# Georges Albert
Pour les articles homonymes, voir Georges Albert (colonel) et Albert.
Georges Henri Albert, né le 21 août 1882 et mort le 15 mai 1963, est un footballeur français. Cet avant joua notamment au Cercle athlétique de Paris.
Comptable, Georges Albert joue son seul match en équipe de France de football lors des Jeux olympiques de 1908. Face au Danemark, il assiste à la plus lourde défaite de l'histoire de l'équipe de France (1–17).
Reconverti après les Jeux olympiques au poste de demi-aile où il est décrit comme « la terreur des avants [adverses]. Vif et adroit, il marque son homme toujours à propos » sans toutefois reconquérir une place en sélection. Georges Albert est rappelé sous les drapeaux en août 1914 et participe à la guerre dans différents régiments et bataillons, recevant la médaille interalliée en juin 1930. 

## Distinctions
- Médaille interalliée de la Victoire

## Palmarès
- Finaliste du championnat de France USFSA 1909 avec le Cercle athlétique de Paris
- 1 sélection en équipe de France en 1908